# Памятный знак в честь 10-летия Южного ГОКа
Памятный знак в честь 10-летия Южного ГОКа — памятник истории местного значения в городе Кривой Рог Днепропетровской области.

## История
Памятник связан со строительством первого в Криворожском железорудном бассейне горно-обогатительного комбината. Осенью 1952 года был заложен Южный ГОК, в строительстве которого участвовало 34 завода. В июле 1955 года состоялся пуск первой очереди, в декабре 1960 года — второй.
В 1962 году наибольшее на то время в СССР и Европе предприятие по разработке бедных железных руд отметило своё десятилетие со дня основания, в честь чего в августе 1962 года был установлен памятный знак в виде глыбы железного роговика.
Решением Днепропетровского облисполкома от 8 августа 1970 года № 618 памятник взят на государственный учёт под охранным номером 1724.

## Характеристика
Расположен по Ярославской улице в Ингулецком районе Кривого Рога, возле развилки дорог на Южный ГОК и Новокриворожский ГОК.
Памятный знак в виде глыбы железного роговика размерами 2,5×2 м и высотой 2,5 м. Две грани срезаны под прямым углом, частично отполированы. В верхней части на обеих полированных гранях отчеканены и окрашены белым цветом надписи в две строки: «ЮГОК / 1952». Постамент из бетонной плиты 2×2 м и высотой 0,35 м, оштукатурен цементом.
Авторы проекта — инженеры комбината.